# جیسون لندن
جیسون لندن (انگلیسی: Jason London؛ زادهٔ ۷ نوامبر ۱۹۷۲) یک هنرپیشه اهل ایالات متحده آمریکا است. وی از سال ۱۹۹۱ میلادی تاکنون مشغول فعالیت بوده‌است.
از فیلم‌ها یا برنامه‌های تلویزیونی که وی در آن نقش داشته‌است می‌توان به مات و مبهوت، گذرگاه امن، فیلم قاتل (۲۰۰۸)، خشم ۲، به وانگ فو، با تشکر برای همه چیز! جولی نیومر و باشگاه شکار اشاره کرد.